# Санкт-петербургский автобус
Санкт-петербу́ргский автобус — система автобусного движения в Санкт-Петербурге. Является важной составной частью транспортного комплекса города, так как обеспечивает перевозку пассажиров внутри города, внутри агломерации и связи с другими городами и странами. Пассажиропоток санкт-Петербургской автобусной системы, по данным Росстата, составил около 558 млн. человек в 2022 году.

## История

### До революции
Попытки организовать в столице Российской империи «моторно-омнибусное» пассажирское сообщение предпринимались частными предпринимателями с 1889 года. Ипполит Романов в 1901 году продемонстрировал в С-Петербурге омнибус с электрическим аккумулятором собственной конструкции — первый электробус. В 1902 году Пётр Фрезе изготовил 8-местный открытый омнибус на базе грузовика с французским мотором фирмы De Dion-Bouton. Оба конструктора-предпринимателя намеревались открыть в Петербурге регулярное автобусное сообщение и даже получили разрешение в Городской управе на эксплуатацию своих омнибусов, однако из-за невыгодных условий отказались от этой идеи.
История петербургского автобуса как городского транспорта начинается в 1907 году, когда было создано «Санкт-Петербургское товарищество автомобильно-омнибусного сообщения», возглавляемое инженером-технологом Б. А. Ивановым. Слово автобус (из «автомобиль + омнибус») вошло в русский язык тогда же и употребляется в газетных сообщениях (поначалу ещё в кавычках). 4 (17) октября 1907 года состоялся пробный автобусный рейс по Невскому проспекту. 11 (24) ноября открылось пассажирское сообщение по линии Александровский сад — Варшавский и Балтийский вокзалы. Первыми городскими автобусами стали машины немецкой Южногерманской автомобильной фабрики в Гаггенау (Süddeutsche Automobil-Fabrik Gaggenau), выпускавшей свою продукцию под брендами «Gaggenau», «SAF» и «SAG». Специально для Санкт-Петербурга были заказаны модели «Gaggenau C 32 — Typ St. Petersburg», а с 1909 года — «Gaggenau C 40». Автобусы выпускались в двухъярусном кузове империал, где на крыше располагались открытые сидения 2-класса.
«Вчера на Невском впервые появилось несколько автобусов (омнибус-автомобиль). Экипажи очень изящны и передвигаются с большой быстротой. Несчастная конка смотрела на них не без зависти…»«Петербургская газета», 10 июня 1907 года.
Петербург стал вторым в России городом, открывшим городской автобусный маршрут, после Архангельска. Затем открылась вторая линия (Александровский сад — Гороховая улица — Царскосельский вокзал). Автобусный парк, располагавшийся на Везенбергской улице (ныне — улица Шкапина, 48А), насчитывал в разное время от 8 до 14 машин, использовались автобусы различных моделей (как одноэтажные, так и двухэтажные). Скорость на центральных улицах — 13 км/ч, при меньшем движении 19 км/ч. Стоимость проезда — 9 копеек в первом классе и 6 копеек во втором.
Пассажирское автобусное движение в Петербурге было прекращено незадолго до начала Первой мировой войны в 1914 году по экономическим причинам.
- Омнибус в Санкт-Петербурге, 1906 год
- Первый электробус Ипполита Романова у Павловского дворца, 1900 год
- Автобус у Александровского сада, 1907 год. (фото Карла Буллы).
- Автобус на Сенатской площади, 1907 год (фото Карла Буллы).

### До 1941 года
Войны внешние и внутренние, революции и послевоенная разруха задержали развитие петербургского автобуса на 12 лет. Автобусное движение в Ленинграде возродилось в 1926 году. 8 июля 1926 года открылась первая регулярная автобусная линия Ленинград — Сестрорецк (автобусы итальянского производства SPA 25 C/10), а 1 сентября 1926 года была возрождена первая городская линия от Александровского сада до Витебского вокзала (купленные в Германии 24-местные VOMAG P 30 z). Так как собственной автомобильной промышленности в СССР на тот момент не существовало, автобусы закупались за рубежом. Парк автобусов, несмотря на свою немногочисленность, был очень разнообразным. На маршрутах в Ленинграде можно было одновременно встретить, например, модели Mannesmann-MULAG 3 GN (немецкие), SPA 25 C/10 (итальянские), Leyland GH-7 (английские) и др. Это разнообразие оборачивалось сложностями с поставками запасных частей и частыми поломками, а значит — сбоями в работе маршрутной сети. Однако, уже в 1931 году Авторемонтный завод (АРЗ) получил отечественные грузовые шасси из Ярославля. Тогда же было изготовлено 40 автобусных кузовов Я-6 («русский Лейланд»). В 1932 году из Москвы были получены новые автобусы АМО-4, а позже — ЗИС-8. Уникальным для своего времени был построенный АРЗ на ярославском шасси 100-местный трёхосный автобус ЯА-2. Внутри салон был украшен зеркалами, часами и оконными шторами. Также для пассажиров действовала радиоустановка с динамиками. Этот автобус поступил в ведение «Ленкомтранса» (ныне — СПб ГУП «Пассажиравтотранс») в 1934 году и сразу стал городской легендой. О нём ходили слухи и многие желали проехать по маршруту именно на этой машине. Тем временем, разваливающиеся иномарки списывали, заменяя новыми советскими автобусами. Парк разрастался, насчитывая в 1930 году 28, в 1933 г. — 160, 1934 г. — 255 машин, и уже в 1937 году количество ленинградских автобусов перешагнуло отметку в 500 единиц подвижного состава. Экстерьер новых автобусов старались сделать более обтекаемым, интересным, притягивающим взгляд. Такими были автобусы моделей АЛ-1, АЛ-2, построенные на АРЗ, серийный ЗИС-16, выпускавшийся после реконструкции заводом имени Сталина. Вместе с машинами модернизировалась и система — с 1938 года автобусные перевозки в Ленинграде начали приносить прибыль. В 1939 году был зафиксирован довоенный пик пассажирских перевозок — ежедневный выпуск на линию составил 330 автобусов, по 30 маршрутам были перевезены 123 млн пассажиров.
6 апреля 1938 года в Ленинграде началось движение маршрутных такси. Их трасса делилась на тарифные участки, как и на автобусных маршрутах, но стоимость одной тарифной зоны была дороже — 50 копеек. В разные годы на таксомоторных маршрутах эксплуатировались автомобили М-1, ГАЗ-12, РАФ-977 «Латвия», РАФ-2203.

### Великая Отечественная война
С первых дней войны значительная часть автобусов была передана действующей Красной Армии. Оставшиеся поддерживали движение на ряде маршрутов, перевозили раненых, воинские подразделения, эвакуируемых детей к железнодорожным вокзалам. Полностью маршрутное движение в городе остановилось осенью, когда немецко-фашистские войска подошли вплотную к Ленинграду, заняв Пулковские высоты и взяв город в кольцо блокады. Зимой 1942 года ценой невероятных усилий за одну неделю из консервации были выведены 40 городских автобусов Ленинграда. Они 22 января начали работу на ледовой трассе — Дороге жизни. На Ладоге работали две автобусных колонны — второй была московская, состоящая также из 40 автобусов.

### Послевоенное время
Восстановление автобусного хозяйства в Ленинграде началось ещё до окончания Великой Отечественной войны. В марте 1945 года началась реконструкция автобусного парка № 1 и возвращавшихся из армии мобилизованных автобусов. В августе был открыт маршрут от ЦПКиО им. Кирова до площади Растрелли. Вскоре было возобновлено движение к Кировскому заводу и «Электросиле». Авторемонтный завод Автотранспортного управления Ленсовета (АТУЛ) в краткие сроки построил и наладил серийный выпуск уникального для СССР автобуса Л-1 — вагонной (бескапотной) компоновки. Всего до 1950 года АТУЛ построил для Ленинграда порядка 200 автобусов в оригинальных кузовах. В 1947 году на улицах города появился ещё один автобус — дизель-электрический ЗИС-154. 60-местная машина обладала множеством прогрессивных решений, была комфортабельной для пассажиров, но имела слишком большой расход топлива и была крайне неэкологичной. А вскоре на улицы города вышел ЗИС-155, ставший самым массовым автобусом 50-х годов. В октябре 1948 года возобновилась работа автобусного парка № 2 на Земледельческой улице. Уже к началу 50-х годов более четырёхсот автобусов обслуживали 37 маршрутов города.
В 50-х годах в Ленинграде была организована центральная диспетчерская служба (ЦДС), благодаря которой автобусы стали работать чётко по расписанию, а взамен сломавшегося в течение нескольких минут на смену выходил подменный автобус. Этот опыт стал образцово-показательным для всей страны. Также в середине 50-х начинает активно развиваться междугороднее автобусное сообщение. В 1957 году на площади Мира (ныне Сенная площадь) в здании «Караульного дома» был открыт автобусный вокзал для обслуживания пассажиров дальних рейсов.

### 1960-е — 1980-е годы
Город стремительно разрастался. На улицах Ленинграда появился ЗИЛ-158 (позже — ЛиАЗ-158), потом ЛАЗ-695 и многие его модификации. В 1961 году в город начали поступать первые комфортабельные туристические автобусы Ikarus-55 Lux. В 1963 году на улицах Ленинграда проходил испытания опытный сочленённый автобус ЛиАЗ-5Э-676. Но более надёжными были признаны венгерские машины — «гармошки» Ikarus-180, способные перевозить 150 пассажиров одновременно. В 1968 году начались массовые поставки автобуса ЛиАЗ-677. В Санкт-Петербурге автобусы этой модели бессменно проработали до 31 марта 2006 года (38 лет).
В дальнейшем Ленинград закупал преимущественно автобусы моделей Ikarus 260 (до 1993 года), Ikarus 280 (до 1997 года) и ЛиАЗ-677 (до 1994 года). К концу 1980-х годов парк ленинградских автобусов достиг максимального количества в 4800 единиц, которые работали в 10 автобусных парках и обслуживали почти 500 маршрутов.
В 1989—1991 годах в Ленинграде тестировали пару автобусов Otomarsan Mercedes-Benz O302T производства Турции. Испытания закончились передачей одной машины обратно в Турцию и продажей другой машины сторонней организации. В 2020 году один из автобусов Mercedes-Benz O325 осилил дорогу от Ставрополя до музея СПб ГУП «Пассажиравтотранс» за 3 дня, пережив несколько поломок и перегревов.

### 1990-е — 2010-е годы
Пришедшие в 90-х годах перестройка и экономические реформы негативно сказались на работе пассажирского транспорта. Закупки новой техники в необходимых объёмах прекратились, началось общее старение парка. Попытка приобрести в середине 90-х годов 500 автобусов новой модели ЛиАЗ-5256 не увенчалась успехом — на заводе разразился кризис, а единичная закупка автобусов Ikarus не спасала положение. Росли интервалы, автобусы ходили исключительно переполненными, всё чаще выходили из строя, срывая график движения. Многие маршруты в центральной части Санкт-Петербурга были отменены или сокращены до ближайшей от окраины станции метро. Силами Колпинского автобусного парка достраивались кузова автобусов ЛиАЗ-677М, приходившие на предприятие. Проработав около 10 лет, к середине 2000-х годов почти все они были списаны. Ныне один из таких автобусов является музейным.
В 1990-е годы большая часть таксомоторных парков была приватизирована. Так, таксомоторный парк № 3 был преобразован в АО «Третий парк», все легковые автомобили компании (бывшего таксопарка) были распроданы, на вырученные средства приобретены 20 новых микроавтобусов РАФ-2203. В конце XX века на коммерческих маршрутах стали появляться подержанные микроавтобусы Ford Transit, Mercedes-Benz, чуть позже —  «ГАЗель» и псковские кузовные микроавтобусы на его шасси. Некоторые микроавтобусы Mercedes поступали в грузовом исполнении, в кузов врезались окна и двери.
В 1992 году произошло разделение автобусных маршрутов на «социальные» и «коммерческие». В 1990-х годах большая часть коммерческих маршрутов обозначались с префиксом или постфиксом «Т-»/«-Т», на них эксплуатировались как автобусы малой, так средней, большой, а в редких случаях даже особо большой вместимости, льготные проездные билеты не принимались. Аналогичное деление позже появилось в Ленинградской области. В 1992 году руководство автобусного парка № 5 «Пассажиравтотранса» приняло решение выпускать на городские маршруты автобусы междугороднего типа (Ikarus 250, Ikarus 256, ЛАЗ-699Р) с отменой льгот. Такие маршруты получили название «автобусы-экспрессы», их номера начинались с префикса «Э-», на маршрутных указателях имелась строка «Коммерческий маршрут» или «Маршрут-экспресс». Первым «экспрессным» маршрутом стал № Э-142 от станции метро «Ленинский проспект» до улицы Маршала Захарова. Позднее такие маршруты работали во многих районах города. С 2001 года номера всех коммерческих маршрутов имели префикс «К-».
С 1999 года за счёт городского бюджета массово стали приобретаться новые автобусы — ЛиАЗ-5256, МАЗ-103, НефАЗ-5299 (с 2004 года), Волжанин-6270 (2004), Scania OmniLink (2004—2005).

К середине 2000-х годов значительно увеличилось количество частных перевозчиков. В 2005—2006 годах предприятием «Организатор перевозок», с марта 2005 года контролирующим работу общественного транспорта в Санкт-Петербурге, были проведены конкурсы на многие «социальные», а также «коммерческие» автобусные маршруты, кроме того, значительная часть маршрутов, выходивших на территорию Ленинградской области, в 2005 году была передана в подчинение областного управления по ЖКХ. Вследствие этого, с 2007 года СПб ГУП «Пассажиравтотранс» не является монополистом на рынке пассажирских перевозок. Ныне компанией с наибольшим количеством обслуживаемых маршрутов является ООО «Вест-Сервис».
- Подвижной состав на маршрутах Санкт-Петербурга, 1990-е — 2010-е годы
- MAN SD200 на коммерческом маршруте № Т-4, 1998—2002 (предположительно; последний автобус модели списан за ЗАО «Такси-2» в 2003 году[9])
- ЛиАЗ-5256.25 СПб ГУП «Пассажиравтотранс», социальный маршрут № 200, 2007 год
- Golden Dragon XML6112 АО «Третий парк», социальный маршрут № 44, 2007 год
- ЛиАЗ-5256.57 КПГ ООО «Питеравто», социальный маршрут № 55, 2007 год
- Yutong ZK6737D ООО «ПТК», 2007 год
- Golden Dragon XML6270C АО «Третий парк», коммерческий маршрут № к-70, 2007 год
- Yutong ZK6737D АО «Третий парк», коммерческий маршрут № к-223, 2008 год
- Ikarus 280.33O СПб ГУП «Пассажиравтотранс» на Троицком мосту, социальный маршрут № 49, 2008 год
- Golden Dragon XML6125CR  АО «Третий парк», социальный маршрут № 10, 2012 год
- Scania OmniLink СПб ГУП «Пассажиравтотранс» на социальном маршруте № 49, 2013 год
- МАЗ-206.068  ООО «Управление предприятиями СЛК» на коммерческом маршруте № к-212, 2013 год
- Göppel Go4City 19  СПб ГУП «Пассажиравтотранс» на Невском проспекте, 2015 год
- ЛиАЗ-5292.20  ООО «Шпунт-Северо-Запад» на улице Стойкости, социальный маршрут № 88, 2015 год
- МАЗ-203.085  ООО «ПТК», социальный маршрут № 47, 2016 год

### Современное состояние

#### Первый маршрут электробуса
В конце 2017 года начата реализация проекта по оптимизации троллейбусной маршрутной сети и переводу части маршрутов на электробусы с подзарядкой в движении. Для работы нового подвижного состава было принято решение продлить трассы существующих троллейбусных маршрутов в места, где отсутствует контактная сеть. В ноябре-декабре 2017 года город получил первые машины Тролза-5265.02 и Тролза-5265.08 (семейство «Мегаполис»), а позже — белорусские АКСМ-32100D.
Почти год спустя, в октябре 2018 года СПб ГУП «Пассажиравтотранс» объявил аукцион на поставку партии из 10 автобусов, работающих на электрической аккумуляторной тяге, а первым маршрутом для работы нового вида транспорта был выбран автобусный маршрут № 128, обслуживаемый автобусным парком № 2. Приоритетной разновидностью техники была выбрана модель электробуса в ONC-исполнении (с ночной зарядкой в парке). Единственным поставщиком стала компания «Волгабас», ранее поставившая городу несколько партий автобусов с дизельным и газовым двигателем. 29 декабря 2018 года СПб ГУП «Пассажиравтотранс» получил в распоряжение все 10 электробусов модели Volgabus-5270.E0 (в рестайлинговом варианте), предназначенных для автобусного парка № 2. На территории автобусного парка установлено 5 зарядных станций с зарядкой пистолетного типа. Тестовые обкатки электробусов без пассажиров начались в феврале 2019 года на автобусном маршруте № 128.
19 марта 2019 года на автобусном маршруте № 128 началась эксплуатация электробусов с пассажирами. В настоящее время СПб ГУП «Пассажиравтотранс» является единственным предприятием в Санкт-Петербурге, эксплуатирующим электробусы на постоянной основе.

#### Отказ от «коммерческих» маршрутов в 2022 году
Планы по отказу от «коммерческих маршрутов» озвучивались в правительстве Санкт-Петербурга с 2007 года. 1 августа 2018 года на заседании Комитета по транспорту Санкт-Петербурга было объявлено о переходе общественного транспорта города на регулируемый тариф с 1 июля 2020 года. Частные транспортные компании будут получать субсидии из бюджета по аналогии с «социальными» маршрутами (на конкурсной основе). Планировалось, что в результате реформы на всех маршрутах с июля 2020 года будут приниматься все виды льгот, а также будут запрещены остановки «по требованию». 
Кроме того, к перевозчикам были предъявлены новые требования по оснащению подвижного состава, не выдвигавшиеся ранее — среди них полная низкопольность, наличие в салонах валидаторов на поручнях, информационных систем, систем кондиционирования воздуха. Ряд маршрутов впервые был запланирован с работой автобусов малого и среднего классов (прежде в требованиях к подвижному составу для «социальных» маршрутов указывался только большой класс). Впоследствии переход автобусных перевозчиков на регулируемый тариф, позже названный «новой моделью транспортного обслуживания», был отложен на 2022 год и разбит на три этапа — 1 апреля, 1 июня и 15 июля. В ходе подготовки к объявлению аукционов на обслуживание маршрутов было сформировано новое требование к перевозчикам — весь их подвижной состав (кроме автобусов малого класса) должен работать на природном газе (сжиженном или компримированном; вид топлива определён Комитетом по транспорту отдельно по каждому маршруту).
Первый этап замены «коммерческих» маршрутов на «социальные» начался 1 апреля 2022 года. 33 «коммерческих» маршрута, а также 3 дублирующих «социальных» маршрута были закрыты.
С 15 июля 2022 года все коммерческие маршруты подчинения Комитета по транспорту Санкт-Петербурга прекратили работу. При этом новые автобусы вышли не на все маршруты: в связи со сбоями в поставках на ряд маршрутов перевозчика ООО «Вест-Сервис» вместо новых автобусов на газе вышли дизельные автобусы 2015—2020 годов поставки (около 15 % подвижного состава). В итоге обновление подвижного состава ООО «Вест-Сервис» было завершено к 15 ноября 2022 года.

###### Критика транспортной реформы
Жителями Санкт-Петербурга транспортная реформа была встречена в основном негативно. Так, горожане жаловались на массовую отмену протяжённых коммерческих маршрутов, существовавших ещё с 1990-х годов, нередко проходивших через весь город и их замену на менее протяжённые социальные маршруты. Несмотря на то, что между такими маршрутами предусматривались пересадки, чтобы компенсировать закрытие более длинного коммерческого маршрута, пассажиры это не оценили, обращая внимание на длительное ожидание транспорта при совершении пересадки и, как следствие, увеличение времени поездки, а в некоторых случаях и невозможность уложиться в пересадочный тариф по карте «Подорожник».
Новые маршруты, открытые взамен коммерческих, также не везде удовлетворили потребности пассажиров в охвате социально значимых объектов и создании дополнительных транспортных связей. Расписания некоторых новых маршрутов были составлены таким образом, чтобы автобусы при следовании по ним не разгонялись быстрее 20—25 км/ч.
На окраинах Санкт-Петербурга, которые застраиваются крупными жилыми комплексами, ситуация с движением общественного транспорта не только не улучшилась, но и ухудшилась: так, на конечной остановке «Арцеуловская аллея» в Приморском районе в утренние часы «пик» после проведения реформы транспорт ожидали одновременно около 100-200 человек, и не все могли сразу совершить посадку в первый прибывший автобус. По некоторым маршрутам, проходящим по густонаселённым районам, Комитет по транспорту определил работу автобусов среднего класса, что также способствовало давкам в салонах.
Высказывалась критика относительно решения отменить оплату проезда наличными непосредственно в салонах автобусах, работающих по «Новой модели транспортного обслуживания». Эту проблему могла бы решить установка автоматов по продаже билетов в салонах автобусов, но такая возможность всерьёз не рассматривалась.
Также высказывались нарекания к качеству автобусов, закупленных частными перевозчиками — среди претензий можно отметить неработающие кондиционеры, нечитаемость внешних информационных табло с номером маршрута с дальнего расстояния, отсутствие стеклопакетов (и, как следствие, запотевание стёкол в дождь), низкое качество сборки в целом (в основном подобные претензии высказывались относительно автобусов производства Volgabus и МАЗ). Наиболее широкий резонанс вызвали случаи регулярного возгорания газовых автобусов МАЗ перевозчика «Домтрансавто». Первый такой случай был зафиксирован 10 июня 2022 года — дотла сгорел автобус МАЗ-203, работавший на линии с момента ДТП около месяца. В дальнейшем подобные случаи происходили раз в несколько месяцев (причём автобусы также сгорали дотла) с автобусами ООО «Домтрансавто» и других перевозчиков — Volgabus-5270 ООО «Вест-Сервис», ЛиАЗ-5292 и МАЗ-206 АО «Третий парк» (так, за 2023 год в Санкт-Петербурге произошло около 20 возгораний автобусов). Причиной возгораний практически во всех случаях являлось попадание моторного масла на раскалённые части двигателя. Также сообщалось о проблемах «лазурных» автобусов с тормозной и антиблокировочной системами, возникших фактически спустя год эксплуатации. У автобусов Volgabus также фиксировались случаи выпадения двигателей из моторного отсека прямо во время движения.

По мнению ряда экспертов, Минский автомобильный завод собирал партию автобусов для «Домтрансавто» в авральном режиме из-за небольшого промежутка времени между заключением контрактов с перевозчиками и стартом транспортной реформы, из-за чего были допущены массовые недочёты при производстве автобусов и, как следствие, падало качество сборки, что и влияло на дальнейшую эксплуатацию. В то же время, в сентябре 2023 года президент Белоруссии Александр Лукашенко, узнавший о ситуации, заверил, что техника, приходящая из Белоруссии, имеет надлежащее качество, и обвинил транспортную компанию в ненадлежащем обслуживании автобусов:
Смотрю, там что-то загорелось, там загорелось… Начали разбираться. Задаю вопрос: «А в других регионах России?» Ну у нас же не горят автобусы, в других регионах России не горят. А почему Питер? А потому что какая-то частная компания, люди, которые никогда не видели автобусов, взяла на себя обслуживание. Что такое обслуживание — вы знаете. Это надо не только вовремя гайку закрутить, но осмотр должен быть перед выездом постоянно. А всего этого не было.
Также сообщалось о ненормативных трудовых графиках водителей у частных перевозчиков — по анонимным сообщениям от водителей, они, в связи с нехваткой кадров, по настоянию руководства работают с раннего утра до поздней ночи несколько дней подряд с малым количеством выходных, в результате чего на отдых остаётся крайне мало времени.

### Авария на Поцелуевом мосту
Переработки влияют на безопасность дорожного движения: с момента запуска транспортной реформы число ДТП с автобусами сильно возросло. Одна из самых резонансных аварий с «лазурным» автобусом произошла на Поцелуевом мосту 10 мая 2024 года — водитель автобуса Volgabus-4298 ООО «Такси», следовавшего по маршруту № 262, находясь за рулём после 20-часовой смены и 5-часового отдыха после неё, не справился с управлением, пробил ограждение моста и вылетел в реку Мойку, в результате чего 7 пассажиров автобуса погибли. Водитель Рахматшох Курбонов, которому удалось выжить, на суде настаивал, что автобус имел проблему с тормозной системой:
Я с раннего утра, как только вышел на смену, заметил, что при торможении машина не останавливается сразу, а проезжает несколько лишних метров. Я часто проезжал дальше остановок. За это на меня ругались пассажиры.
Примечательно, что в момент запуска реформы Комитетом по транспорту разъяснялось, что её цель — замена маршрутных такси, считавшихся потенциально небезопасными, на социальные автобусы, что, тем самым, якобы повысило бы безопасность движения. В то же время, Комитет не даёт никаких комментариев по случаям участившихся аварий с автобусами. Вследствие частых происшествий, выражение «лазурный автобус» в Санкт-Петербурге фактически стало нарицательным, используемым преимущественно в негативном значении.

## Маршруты

### Городские маршруты
Автобусные маршруты обеспечивают транспортное сообщение внутри Санкт-Петербурга. При этом некоторая часть маршрутов выходит за пределы города на территорию Ленинградской области. Действует 388 городских маршрутов. Для проезда в автобусах всех городских маршрутов с посадкой и высадкой пассажиров только в установленных остановочных пунктах действительны проездные билеты длительного пользования разных видов.
Почти все городские маршруты имеют номера, лежащие в интервале от 1 до 399. Маршруты с номерами 301—399, как правило, проходят по территории пригородных районов города (Пушкинского, Колпинского, Курортного, Петродворцового) или идут из города в такие районы.
Местные маршруты Кронштадта и Ломоносова имеют свою нумерацию маршрутов в интервале 1—7 (с литерами «Кр» и «Л» соответственно; до середины 2000-х годов эти литеры отсутствовали).
Все автобусные маршруты подчинения Комитета по транспорту Санкт-Петербурга имеют фиксированную стоимость проезда вне зависимости от дальности поездки (с 1 января 2023 года — 65 ₽).

#### Ночные маршруты
Исторически Санкт-Петербург, расположенный на множестве островов в дельте реки Невы, соединялся в единую транспортную сеть посредством мостов. Однако, судоходность реки Невы не позволяла эксплуатировать мосты круглосуточно во время навигации, так как для прохода судов требовалось разведение переправ, в связи с чем летними ночами сухопутное транспортное сообщение между различными районами временно прерывалось, что создавало сложности для горожан и гостей города.
В июне 2012 года представители Санкт-Петербургского молодёжного отделения политической партии «Яблоко» запустили проект «Метро24», в рамках которого собирались подписи за продление обслуживания пассажиропотоков петербургским метрополитеном на 1 час в краткосрочной перспективе и за круглосуточную работу в долгосрочной. Проект был встречен критикой со стороны молодых сотрудников СПб ГУП «Петербургский метрополитен», которые, в частности, упрекнули «Молодёжное Яблоко» в отсутствии трезвого экономического расчёта. В том числе, было отмечено: «…На самом деле метро и так работает круглосуточно. По ночам, когда нет пассажиров, проводятся регламентные работы». Кроме того, было подсчитано, что продление работы метро всего на 1 час обойдётся бюджету города в 1,4 млн рублей, а пассажиропоток уже в интервале от 00:00 до 00:15 составляет всего 1500 пассажиров. Таким образом, стало очевидным, что круглосуточное пассажирское сообщение между различными частями города метрополитен обеспечить не в состоянии.
В связи с этим Комитет по транспорту Санкт-Петербурга разработал проект ночного автобусного сообщения, предусматривающий запуск пяти автобусных маршрутов, дублирующих линии метрополитена в ночное время. Номер маршрута соответствует линии, которую он дублирует, а буква «М» является сокращением от «метрополитен». 1 июля 2012 года на ночные улицы Петербурга вышли 70 автобусов, работавших с 0:00 до 5:30 утра с интервалом в 15 минут. Новые маршруты являются достаточно востребованными — за первые выходные без разводки мостов 2012 года ночные автобусы перевезли 1300 пассажиров, а в новогодние каникулы 2013 года их услугами воспользовались 7300 человек. С мая 2013 года для соединения части ночных автобусных маршрутов (№№ 2Мб, 4М, 4Мб, 5Ма, 5Мб) через Неву в период навигации запущено движение ночных поездов-челноков в метро, а маршруты ночного автобусного сообщения частично изменены с подъездом к станциям «Адмиралтейская» и «Спортивная».
С 2014 по 2019 год пять ночных автобусных маршрутов курсировали с 30 апреля по 15 ноября в ночи с пятницы на субботу, с субботы на воскресенье и в некоторые праздники.
В 2020 году регулярные ночные маршруты не работали в связи с пандемией COVID-19. На 2023 год их работа так и не была возобновлена. При этом, в рамках специальных мероприятий в Санкт-Петербурге, могут запускаться временные ночные маршруты (например, №№ Ц-1 — Ц-3 в рамках акции «Ночь музеев»); в отдельных случаях может быть продлена работа регулярных дневных маршрутов.

### Пригородные маршруты
Автобусы пригородных маршрутов осуществляют транспортные связи Санкт-Петербурга с прилегающими районами Ленинградской области. Как правило, они имеют нумерацию в интервале 400—693; впрочем, ряд маршрутов, выходящих на территорию Ленинградской области, имеют «городскую» нумерацию. Кроме того, полностью в границах Санкт-Петербурга (Зеленогорска) проходит трасса маршрута № 415Ш.
По заказу Комитета по транспорту Санкт-Петербурга действует 60 пригородных маршрутов с посадкой и высадкой пассажиров только в установленных остановочных пунктах, на которых используются автобусы малой, средней и большой вместимости. Для проезда в автобусах пригородных маршрутов города Санкт-Петербурга с посадкой и высадкой пассажиров только в установленных остановочных пунктах действительны проездные билеты длительного пользования разных видов (аналогично городским автобусам города Санкт-Петербурга).
Также на территорию Санкт-Петербурга заходят пригородные автобусные маршруты, работающие по заказу комитета по транспорту и транспортной инфраструктуре Ленинградской области. В отличие от маршрутов подчинения Санкт-Петербурга, областные маршруты делятся на «социальные» и «коммерческие» (как и городские до июля 2022 года).

### Междугородные и международные маршруты
Большинство международных маршрутов отправляется от автобусного вокзала (набережная Обводного канала, 36). Междугородные маршруты отправляются от автовокзала, а также от станций метро, расположенных на окраинах города. Имеют нумерацию в интервале 700—969, некоторые междугородние и международные маршруты имеют четырёхзначную нумерацию.
Большинство маршрутов связывают город Санкт-Петербург с городами Ленинградской, Новгородской, Псковской и Вологодской областей, Республикой Карелия, а также с Республикой Беларусь. До начала военных действий автобусы ходили в том числе до Украины, Финляндии, Латвии и Эстонии.

## Подвижной состав

### Малый класс
- ГАЗель City — ООО «Вест-Сервис», АО «Третий парк»

### Средний класс
- ЛиАЗ-4292 — СПб ГУП «Пассажиравтотранс»
- Volgabus-4298 — ООО «Вест-Сервис»
- МАЗ-206 — АО «Третий парк», ООО «Домтрансавто»

### Большой класс
- ЛиАЗ-5292 — СПб ГУП «Пассажиравтотранс»[47], АО «Третий парк»[48]
- НефАЗ-5299 — СПб ГУП «Пассажиравтотранс», АО «Третий парк»
- Volgabus-5270 — СПб ГУП «Пассажиравтотранс»[49], ООО «Вест-Сервис»[50]
- МАЗ-103 — СПб ГУП «Пассажиравтотранс»
- МАЗ-203 — СПб ГУП «Пассажиравтотранс»[51], ООО «Домтрансавто»[52], АО «Третий парк»[53]

### Особо большой класс
- МАЗ-216 — СПб ГУП «Пассажиравтотранс»
- Volgabus-6271 — СПб ГУП «Пассажиравтотранс»
- ЛиАЗ-6213 — СПб ГУП «Пассажиравтотранс»[54]

- Современный подвижной состав на маршрутах Санкт-Петербурга
- ГАЗель City  ООО «Вест-Сервис», 2022 год
- ЛиАЗ-4292.60  СПб ГУП «Пассажиравтотранс», 2023 год
- Volgabus-4298.G4 СПГ  ООО «Вест-Сервис», 2023 год
- МАЗ-206.947 СПГ  ООО «Домтрансавто», 2023 год
- ЛиАЗ-5292.65  СПб ГУП «Пассажиравтотранс», 2023 год
- НефАЗ-5299-40-52  СПб ГУП «Пассажиравтотранс», 2023 год
- МАЗ-103.486  СПб ГУП «Пассажиравтотранс», 2022 год
- МАЗ-203.945 СПГ  ООО «Домтрансавто», 2022 год
- МАЗ-216.066  СПб ГУП «Пассажиравтотранс», 2023 год
- Volgabus-5270.G4 СПГ  ООО «Вест-Сервис», 2023 год
- Volgabus-6271.05  СПб ГУП «Пассажиравтотранс», 2018 год
- ЛиАЗ-6213.20  СПб ГУП «Пассажиравтотранс», 2022 год
- МАЗ-203.C46  (пригородная двухдверная модификация), АО «Третий парк», 2023 год

## Автобусные предприятия

### Действующие на маршрутах по заказу Санкт-Петербурга
- СПб ГУП «Пассажиравтотранс»[55] — Полюстровский проспект, 39 (юридический адрес)[56]
  - Автобусный парк № 1 — Днепропетровская улица, 18; Бухарестская улица, 18 (филиал)
  - Автобусный парк № 2 — Автобусная улица, 8
  - Автобусный парк № 3 — Хрустальная улица, 22[57]
  - Автобусный парк № 4 (закрыт в 2005 году) — Наличная улица, 24
  - Автобусный парк № 5 — проспект Стачек, 108
  - Автобусный парк № 6 — улица Стасовой, 14. На территории автобусного парка функционирует учебный комбинат
  - Автобусный парк № 7 — Кубинская улица, 86
  - Колпинский автобусный парк — Колпино, Финляндская улица, 22
  - Медико-санитарная часть № 70 — улица Комсомола, 12
- ООО «Вест-Сервис» (входит в ХТК «Питеравто»)[25][58] — Петергоф, Гостилицкое шоссе, 137А, пом. 1-Н, каб. 62 (юридический адрес)[59]
  - Площадка Петергоф — Петергоф, Гостилицкое шоссе, 137А
  - Площадка Пушкин — Пушкин, Гусарская улица, 16 (до 2006 года — Пушкинский автобусный парк СПб ГУП «Пассажиравтотранс»)
  - Площадка Энергетиков — шоссе Революции, 58А
  - Площадка Салова — улица Салова, 48
  - Площадка Екатерининский — Екатерининский проспект, 1
  - Площадка Колпино — улица Севастьянова, 24
  - Площадка Красное Село — Кингисеппское шоссе, 47
- АО «Третий парк»[60] — Лисий Нос, Приморское шоссе, 140, корп. 3, лит. Д, оф. 83 (юридический адрес)[61]
  - Площадка ГАТП-21 — Витебский проспект, 9
  - Площадка Горская — Лисий Нос, Приморское шоссе, 140, корп. 3
  - Площадка Зеленогорск — Зеленогорск, Выборгская улица, 12
- ООО «Домтрансавто» —  Московская область, городской округ Домодедово, город Домодедово, Станционная улица, 13, эт. 1, пом. 2 (юридический адрес)[62]
  - Колпино, Колпинская улица, 8
  - Екатерининский проспект, 3
  - Петергофское шоссе, 67

### Действующие на маршрутах по заказу Ленинградской области
- ХТК «Питеравто» (ООО «Питеравто», ООО «Вест-Сервис», ООО «Транс-Балт», ООО «АТП Барс-2»)

Компании холдинга:
- ООО «Питеравто» — Петергоф, Гостилицкое шоссе, 137А (юридический адрес)[63]
- ООО «Вест-Сервис» — Петергоф, Гостилицкое шоссе, 137А, пом. 1-Н, каб. 62 (юридический адрес)[59]
- ООО «Транс-Балт» — Ленинградская область, Гатчинский муниципальный округ, Гатчина, улица Хохлова, 6, литера Ж, пом. 14 (юридический адрес)[64]

Площадки выпуска:
- - Площадка Гатчина (Вест-Сервис, Транс-Балт) — Ленинградская область, Гатчина, улица Хохлова, 6
  - Площадка Приозерск (Питеравто) — Ленинградская область, Приозерский район, Приозерск, Выборгская улица, 31
  - Площадка Тосно (Вест-Сервис, Транс-Балт) — Ленинградская область, Тосненский район, Тосно, Московское шоссе, 2Б
  - Площадка Энергетиков (Питеравто, Вест-Сервис) — шоссе Революции, 58А
  - Площадка Петергоф (Вест-Сервис) — Петергоф, Гостилицкое шоссе, 137А
  - Площадка Пушкин (Вест-Сервис) — Пушкин, Гусарская улица, 16
  - Площадка Салова (Питеравто, Вест-Сервис) — улица Салова, 48
  - Площадка Красное Село (Вест-Сервис) — Красное Село, Кингиссепское шоссе, 47
  - Площадка Сертолово (Вест-Сервис) — Ленинградская область, Всеволожский район, Сертолово, Заречная улица, 2
- ООО «Петербургская транспортная компания» — Витебский проспект, 9Л, пом. 6-Н, каб. № 2 (юридический адрес)[65]
  - Головное (Витебский проспект, 9)
- ООО «Пальмира» — улица Руставели, 75А, пом. 1-Н, оф. 1 (юридический адрес)[66]
  - Волховский филиал — Ленинградская область, Волховский район, Волхов, улица Маяковского, 13
  - Всеволожский филиал — Ленинградская область, Всеволожский район, Всеволожск, Лиственная улица, 16
  - Лодейнопольский филиал — Ленинградская область, Лодейнопольский район, Лодейное Поле, улица имени Дмитрия Арсенова, 1А, корп. 4
  - Приозерский филиал — Ленинградская область, Приозерский район, Приозерск, улица Калинина, 51; Ленинградская область, Приозерский район, Сосново, улица Механизаторов, 11
  - Тихвинский филиал — Ленинградская область, Тихвинский район, Тихвин, улица Карла Маркса, 120
  - Сосновоборский филиал — Ленинградская область, Сосновый Бор, Копорское шоссе, 27Н
- ООО «НеваТранс» — Таллинская улица, 5А, пом. 319 (юридический адрес)[67][68]; Лапинский проспект, 3П
- МТП «Грузино» ВР ЛО — Ленинградская область, Всеволожский район, деревня Куйвози, п/о (юридический адрес)[69]; Куйвози, Автоколонная улица, 8А
- ООО «Никкос» —  Ленинградская область, Всеволожский район, Колтушское сельское поселение, деревня Старая, Верхняя улица, 13А, офис 4-Н (юридический адрес)[70]
- ООО «Автоалдис» — Ленинградская область, Всеволожский район, Кальтино, Колтушское шоссе, 8[71][72]
- ООО «Невская линия» — Ленинградская область, Кировский район, Отрадное, Благодатная улица, 2В[73]
- АО «Третий парк»[60] — Лисий Нос, Приморское шоссе, 140, корп. 3, лит. Д, оф. 83 (юридический адрес)[61]
  - Площадка Горская — Лисий Нос, Приморское шоссе, 140, корп. 3

### Прекратившие работу
- ООО «Автолайн» — Таллинское шоссе (Старо-Паново тер.), 198, корп. 2, лит. А, пом. 1-Н, ч. п. 14 (юридический адрес)[74]; Земская улица, 65 (деятельность прекращена в 2022 году)
- ООО «5 парк» — Ириновский проспект, 24, корп. 1, лит. А, пом. 1-Н, ком. 9 (юридический адрес); Ржевская улица, 38[75] (деятельность прекращена в 2022 году)
- ООО «Шпунт-Северо-Запад» — Бухарестская улица, 8, лит. А, пом. 1-Н-106 оф. 168 (юридический адрес)[76] (деятельность прекращена в 2022 году)
- ООО «Такси» — Московский проспект, 91, лит. А, пом. 10Н, оф. 302 (юридический адрес)[77] (деятельность в составе НТА прекращена в 2024 году)
- АО «АТП-31» — Сабировская улица, 41А, каб. 31 (юридический адрес); Ленинградская область, Гатчина, Красносельское шоссе, 7[78] (деятельность прекращена в 2025 году)

## Оплата проезда

### Городские и пригородные автобусы города Санкт-Петербурга
С 8 августа 2025 года стоимость разового проезда в автобусе составляет:
- 80 рублей — QR-билет или бесконтактная банковская карта;
- 60 рублей — единый электронный билет «Подорожник» (действует система бесплатных пересадок: в течение 60 минут после первой оплаты вторая поездка — 13 рублей, третья и последующие поездки — бесплатно);
- 54-59 рублей — Единая карта петербуржца (токен / пластик).

Стоимость проезда в коммерческом автобусе (до запуска НМТО) зависела от тарифа, установленного перевозчиком, и варьировалась от 29 до 131 рубля (также действовали собственные тарифные зоны). На коммерческих маршрутах также была доступна оплата проезда картой «Подорожник», но исключительно по тарифу «электронного кошелька» (многопоездочные, комбинированные, единые и суточные билеты были недействительны). В этом случае оплата проезда производилась непосредственно путём прикладывания карты к ручному валидатору у водителя (кондуктора).
Контроль оплаты проезда осуществляется инспекторами СПб ГКУ «Организатор перевозок».
1 апреля 2022 года СПб ГКУ «Организатор перевозок» объявил о запуске первого этапа «Новой модели транспортного обслуживания Санкт-Петербурга». 97 маршрутов (как новых, так и изменённых) заработали по новым правилам: только новые автобусы, открытие всех дверей на остановках, бескондукторное обслуживание, оплата проезда всеми действующими видами электронных проездных билетов, банковской картой, QR-билетом (система QR-билетов разработана ООО «СберТройка»; 26 июля 2022 года был запущен чат-бот в Telegram, на данный момент не работает), отсутствие наличных платежей в салоне автобуса. На маршрутах № 200, 201, 210, 211, 213, 215, 216, 273, 278 и на пригородных маршрутах зонный тариф заменён единым общегородским тарифом: 40₽ (44₽ с 01.01.2023) при оплате «Подорожником», 60₽ (65₽ с 01.01.2023, кроме карт МИР и ЕКП) при оплате по «гостевому» тарифу, независимо от дальности поездки.
Исторически на пригородных маршрутах, работавших по заказу Ленинграда (позже Санкт-Петербурга), никакие виды проездных билетов не принимались, оплата проезда была возможна исключительно наличными, причём стоимость проезда зависела от дальности поездки (до 1 апреля 2022 года, перед отменой тарифных зон, границы стоимости проезда на пригородных маршрутах находились в пределах от 22 до 257 рублей. Кроме того, до этой же даты зонные тарифы действовали на маршрутах № 200—299, кроме № 229). На маршрутах №№ 200—299 многодневные проездные билеты до 2000-х годов действовали исключительно внутри тарифной зоны по Санкт-Петербургу. С 1 января 2021 года на пригородные маршруты было распространено действие школьных и пенсионных проездных билетов, а также билета «Подорожник» (для последнего — также с зонной системой оплаты проезда), с июля 2021 года  — студенческие ЕЭБ. С 1 апреля 2022 года, в рамках «Новой модели транспортного обслуживания», порядок оплаты проезда на пригородных маршрутах (работающих по заказу комитета по транспорту Санкт-Петербурга) унифицирован с остальными городскими маршрутами (в том числе отменены тарифные зоны).

### Пригородные автобусы Ленинградской области
Зонная система оплаты проезда встречается на пригородных маршрутах, работающих по заказу комитета по транспорту Ленинградской области. Из проездных билетов на таких маршрутах принимаются только пенсионные (причём как Санкт-Петербурга, так и Ленинградской области), кроме того, возможна оплата проезда банковскими картами. На большинстве маршрутов, связывающих Санкт-Петербург с Ленинградской областью, возможна оплата проезда банковской картой. На маршрутах 596 и 596А, связывающих Санкт-Петербург с Кудровом, также принимается ЕЭБ «Подорожник». В 2021 году в тестовом режиме на маршрутах К-401А и К-403 была возможна оплата проезда картой «Тройка». Губернатор Ленинградской области также заявил о том, что карта «Тройка» будет внедряться по всей Ленинградской области, однако эксперимент был в скором времени прекращён.